# Stolec (Poméranie-Occidentale)
Pour les articles homonymes, voir Stolec.
Stolec est une localité polonaise de la gmina rurale de Dobra située dans le powiat de Police en voïvodie de Poméranie-Occidentale. Elle se situe à environ 14 km au sud-ouest de Police et 16 km au nord-ouest de la capitale régionale Szczecin.

## Géographie

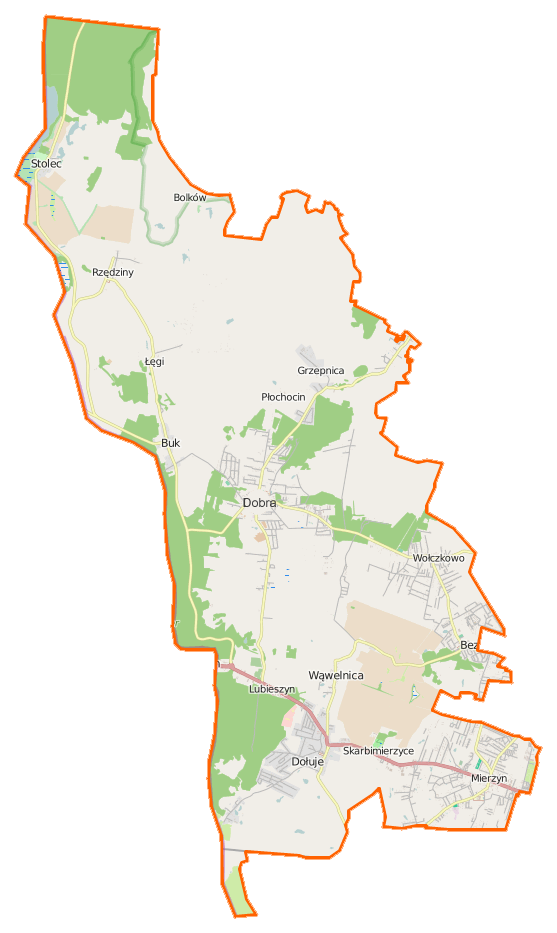
Carte de la gmina de Dobra.

## Histoire
Jusqu'en 1945, le village de Stolzenburg fait partie de l'arrondissement de Randow (de) puis de l'arrondissement d'Ueckermünde dans le district de Stettin de la province de Poméranie.